# Ostodes brazieri
Ostodes brazieri é uma espécie de gastrópode da família Poteriidae.
É endémica de Micronésia.